# 梶田政村
梶田 政村（かじた まさむら、生年不明-1627年5月24日〈寛永4年4月20日〉）は江戸時代初期の尾張藩士。梶田直繁の子・梶田繁政の長男。武田信賢から数えて9代目である。通称、梶田新助・梶田大左衛門。弟に梶田繁成がいる。

## 人物
福島正則に仕えた父・繁政が、正則の改易に伴い尾張国へ戻る際に同行した。父が尾張藩主徳川義直からの仕官話を高齢を理由に辞退したため代わりに仕官し、知行一千石を得たが、父に約1年先立つ1627年（寛永4年）に死去した（梶田氏の系図）。